# Charles Amand
Pour les articles homonymes, voir Amand.
Charles Amand, né le 20 mars 1923 au Reculey (Calvados) et mort le 9 octobre 2006 à Caen, est un industriel normand qui a été le premier producteur d'andouilles français. Grâce à deux usines basées l'une à Vire (Calvados) et l'autre à Pontorson (Manche), sa production était de 3 000 tonnes d'andouilles par an (2005).

## Biographie
Charles Amand s'installe comme boucher-charcutier à Vire en 1947. En 1963, il décide de se spécialiser dans la fabrication de l'andouille en utilisant une recette de sa grand-mère. Les affaires prospèrent vite. L'industriel doit sans cesse s'agrandir pour pouvoir suivre la demande. En 1975, l'entreprise familiale emploie 10 salariés. Ils seront 130 trois ans plus tard.
En 1988, Charles Amand ajoute à sa production une gamme de produits de la mer avec une usine basée à Flers (Orne). Il cède cette filiale en 2000 à la holding PESH (groupe basé en Belgique) pour se recentrer sur la production d'andouilles, sa spécialité originelle qui lui a donné une réputation nationale.